# Arado Ar 396
Arado Ar 396 byl německý dvoumístný dolnoplošný cvičný letoun se zatahovacím podvozkem, který měl být náhradou za starší typ Arado Ar 96. 

## Vznik
V roce 1943 zahájilo Reichsluftfahrtministerium program úspor hliníkových slitin, barevných kovů a kvalitních ocelí v letecké výrobě, zejména u nebojových typů. V rámci úspor těchto materiálů měl být školní Ar 96 nahrazen novým strojem, produkovaným z nedeficitního dřeva a běžné oceli.
Společnost Arado přesunula vývoj nového typu Ar 396 ke společnosti Société Industrielle pour l'Aeronautique v okupované Francii. Němečtí a francouzští konstruktéři zde navrhli jednoduchý letoun dřevěné konstrukce, pouze střední kabinová část trupu byla navržena jako příhrada z ocelových trubek potažená tenkým ocelovým plechem. Ocelové trubky byly také v nosnících křídla. Za pohon byl vybrán vzduchem chlazený invertní dvanáctiválcový vidlicový motor Argus As 411 TA-1 o výkonu 426 kW s dvoulistou automaticky stavitelnou vrtulí.
Letecký výrobce SIPA měl postavit tři prototypy Ar 396 a 25 sériových strojů ověřovací série.

## Vývoj
Společnost SIPA postavila pouze tři prototypy Ar 396 V1 až V3 (Werk-Nr.460041-460043), z důvodu spojenecké invaze v Normandii v červnu 1944 byla výkresová dokumentace, přípravky a dva postavené letouny přemístěny do Protektorátu Čechy a Morava. Zde bylo firmou Letov vyrobeno 10 letounů (Werk- Nr.46001-460010), z nichž první byl zalétán 24. listopadu 1944. Společnost Avia do května 1945 vyrobila 46 kusů. Po ukončení války byla výroba v Československu zastavena.
Po osvobození Francie bylo rozhodnuto pokračovat v produkci Ar 396 v podniku SIPA, přičemž zde zanechaný třetí prototyp byl přeznačen na SIPA S.10-01. Rovněž výrobce motorů Argus As 411, letecké oddělení automobilky Renault, pokračovalo v jejich produkci pod novým označením Renault 12S-00. Zálet prvního stroje S.10 z osmadvaceti celkově vyrobených letounů s původními agregáty Argus byl proveden 29. prosince 1944. Výroba ve Francii pokračovala 50 kusy upraveného S.11 již s pohonnými jednotkami Renault a třílistou stavitelnou vrtulí Ratier. Dále vzniklo 54 exemplářů modifikované varianty S.111 s překryty kabiny odsuvnými místo odklopných.
V roce 1950 byla v závodě SIPA zahájena rekonstrukce S.111 na celokovový typ S.12 se zvětšeným směrovým kormidlem a palivovými nádržemi. Upravena byla také křidélka a vztlakové klapky. Prototyp s vylepšeným motorem SNECMA 12S-02 o výkonu 441 kW poprvé vzlétl 18. května 1951. Do roku 1953 vzniklo 50 sériových strojů.
V roce 1953 byla zalétána nová varianta S.121 s možností nosit výzbroj na podkřídelních závěsnících případně kulomety v křídle. Francouzské letectvo převzalo celkem 58 kusů. Na bojové pak byly přestavovány i starší verze, čímž vznikly subvarianty S.111A s kovovými ocasními plochami a křídlem a S.12B.

## Nasazení
Stroje S.10, S.11, S.111 a S.12 létaly v pilotních školách francouzského letectva a námořnictva. Celokovové S.12 a S.121 vydžely ve službě do poloviny 60. let 20. století.
Ozbrojené varianty S.111A, S.12B a S.121 se uplatnily jako lehké bitevní letouny ve válce v severní Africe. Výzbroj tvořila dvojice kulometů MAC 34/39 ráže 7,5 mm se zásobou po 600 nábojích, se čtyřmi vypouštěcími závěsy Type 14 pro čtyři protizemní neřízené rakety Matra T.10 a se dvěma pumami po 50 kg na závěsech Schloss. Ty mohly být nahrazeny pouzdry se čtyřmi pumičkami po 10 kg proti živé síle. Instalovány byly radiostanice HF SCR 300 a zrcadlové reflexní zaměřovače SFOM.

## Specifikace (Ar 396)
Údaje podle

### Technické údaje
- Osádka:
- Rozpětí: 11,00 m
- Délka: 9,29 m
- Výška: 2,45 m
- Hmotnost prázdného stroje: 1643 kg
- Vzletová hmotnost: 2060 kg
- Pohonná jednotka: 1 × vzduchem chlazený invertní vidlicový dvanáctiválec Argus As 411

### Výkony
- Maximální rychlost ve výšce 2400 m: 354 km/h
- Cestovní rychlost: 274 km/h
- Přistávací rychlost: 114 km/h
- Doba výstupu do výšky 4000 m: 10,3 min
- Dostup: 7000 m
- Dolet: 600 km